# Estação Ferroviária de Braço de Prata
A estação ferroviária de Braço de Prata situa-se na parte nordeste da cidade de Lisboa, em Portugal, integrando o mais antigo e mais movimentado eixo ferroviário do país.

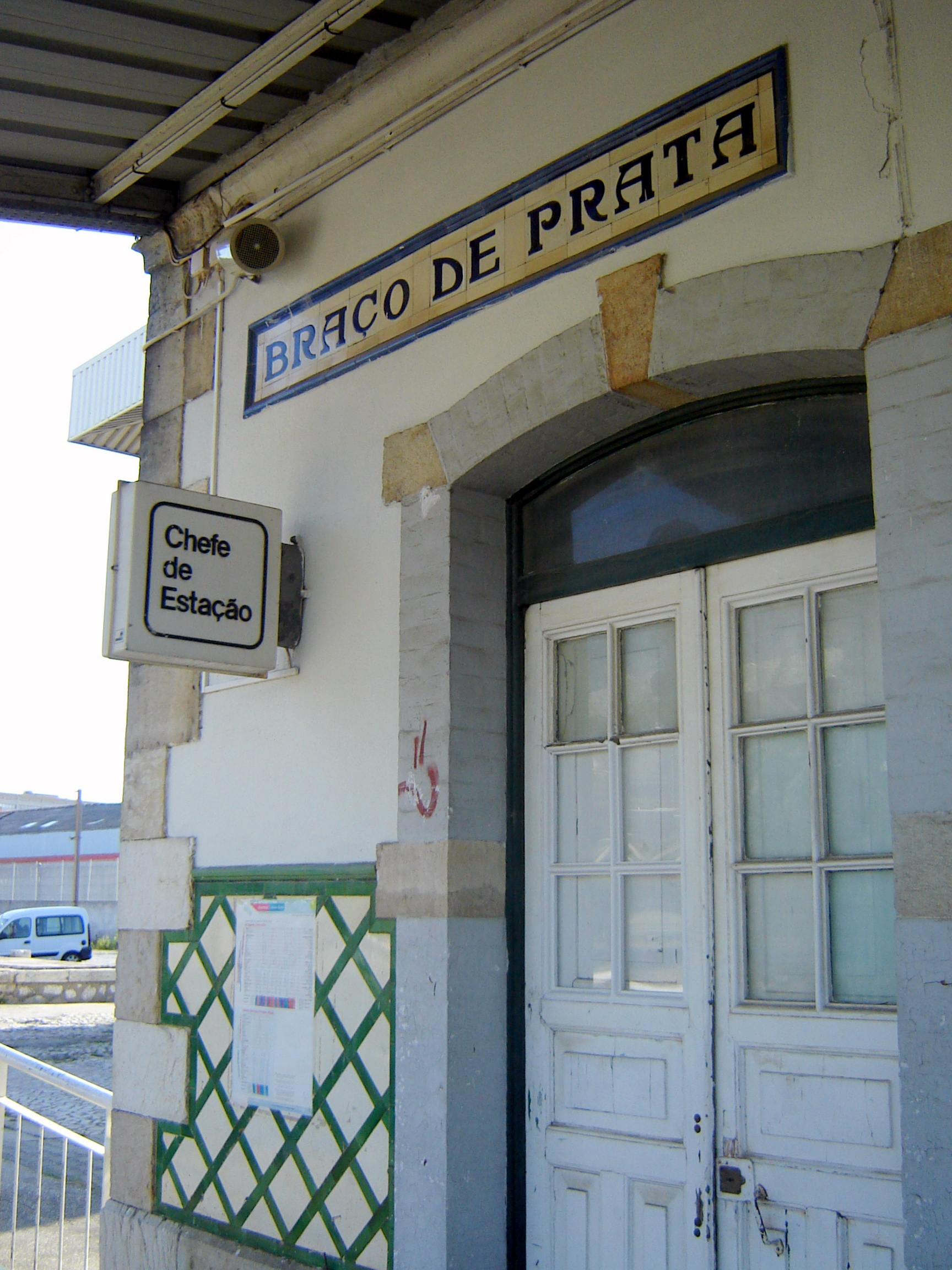
Pormenor da estação.

## Descrição

### Localização e acessos
A estação situa-se junto à Rua Fernando Maurício, pela qual se faz a sua entrada principal, sendo servida por várias paragens de autocarro epónimas, das quais a mais distante se situa a menos de meio quilómetro.

### Infraestrutura
Esta interface apresenta quatro vias de circulação, numeradas de I a IV, com comprimentos de, respetivamente 330, 330, 299, e 305 m de extensão, todas acessíveis por plataformas de 303 m de comprimento e 90 cm de altura; todas estas vias estão eletrificadas em toda a sua extensão.
Nesta estação a Linha de Cintura entronca na Linha do Norte no lado esqurdo do seu enfiamento descendente, bifurcando-se a via para sudoeste e possibilitando percusos diretos S.Apolónia-Oriente e Entrecampos-Oriente, sendo que o percurso S.Apolónia-Entrecampos é assegurado pela Concordância de Xabregas. Fruto desse entroncamento, esta estação é um ponto de câmbio nas características da via férrea e do seu uso:
| característica | Norte desc. | Norte desc.  | Norte asc. | Norte asc.   | Cintura | Cintura    |
| -------------- | ----------- | ------------ | ---------- | ------------ | ------- | ---------- |
| vias           | S.Apolónia  | via dupla    | Alverca    | via múltipla | Areeiro | via dupla  |
| vel. máx.      | S.Apolónia  | 160-220 km/h | Setil      | 160-220 km/h | Chelas  | 50-90 km/h |

### Serviços
Em dados de 2023, esta estação é servida por comboios de passageiros da C.P. de tipo urbano dos serviços chamados “Linha de Sintra” e “Linha da Azambuja”, que circulam entre Santa Apolónia, Alcântara-Terra, ou Sintra e Azambuja, Castanheira do Ribatejo, Alverca, ou Oriente, com 75 circulações diárias em cada sentido aos dias úteis e 19 aos fins de semana.

## História

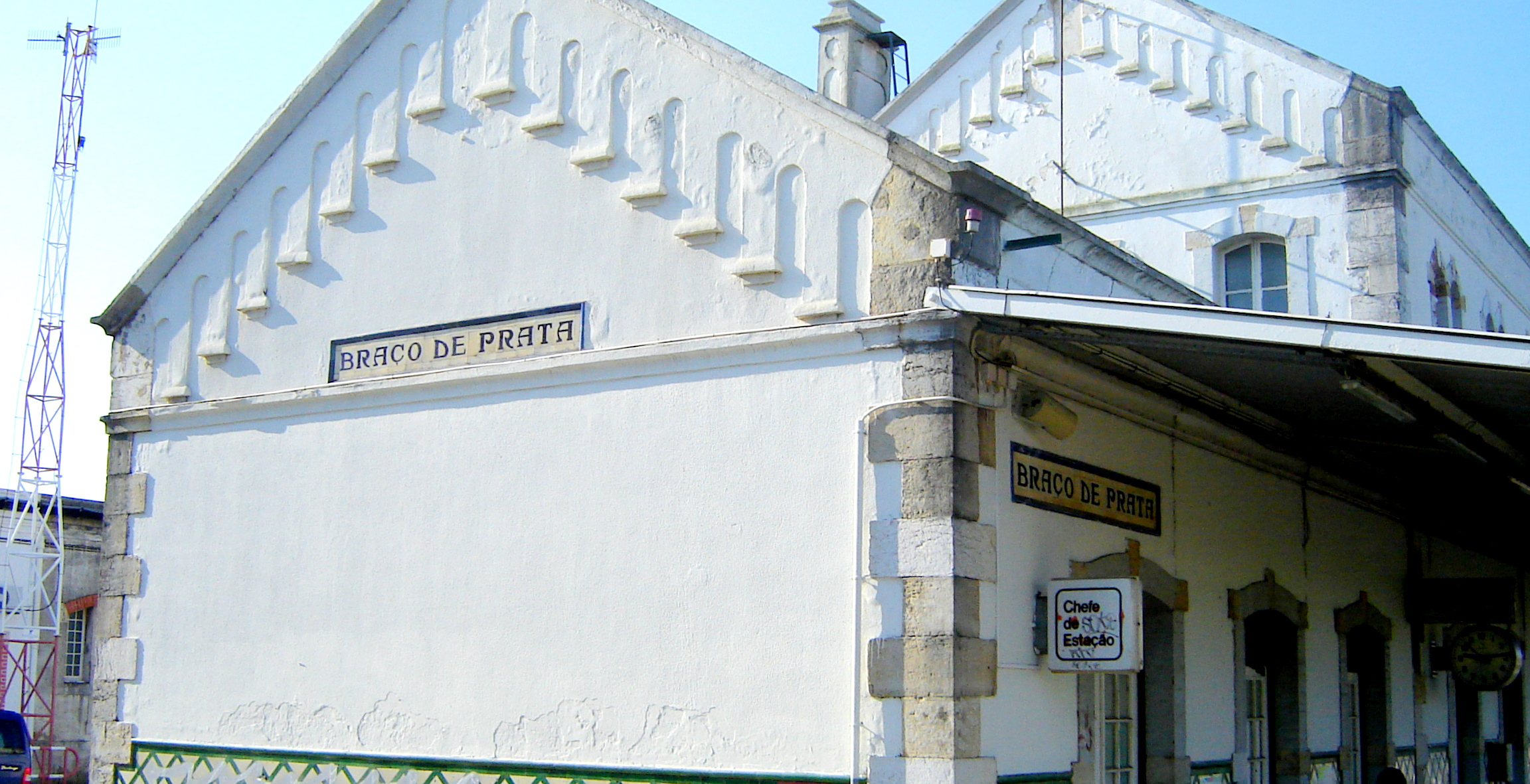
Edifício de passageiros da estação.

### Século XIX
Esta interface insere-se no lanço entre Lisboa e o Carregado da Linha do Norte, que foi inaugurado em 28 de Outubro de 1856, pela Companhia Central Peninsular dos Caminhos de Ferro de Portugal.
Durante a construção das oficinas dos caminhos de ferro em Santa Apolónia, foram empregados como operários os habitantes de várias povoações ao longo do Tejo, e durante algum tempo tornou-se habitual a deslocação diária de dezenas de pessoas desde as suas habitações até às estações, onde apanhavam os primeiros comboios até à estação de Braço de Prata e depois o “comboio operário” até Santa Apolónia, fazendo depois o percurso inverso no final do dia.
Em 16 de Fevereiro de 1891, a Gazeta dos Caminhos de Ferro noticiou que a linha de concordância entre as estações de Braço de Prata e Chelas (hoje considerada como o troço final da Linha de Cintura) estava quase concluída, tendo sido inaugurada em 5 de Setembro de 1891, pela Companhia Real dos Caminhos de Ferro Portugueses.

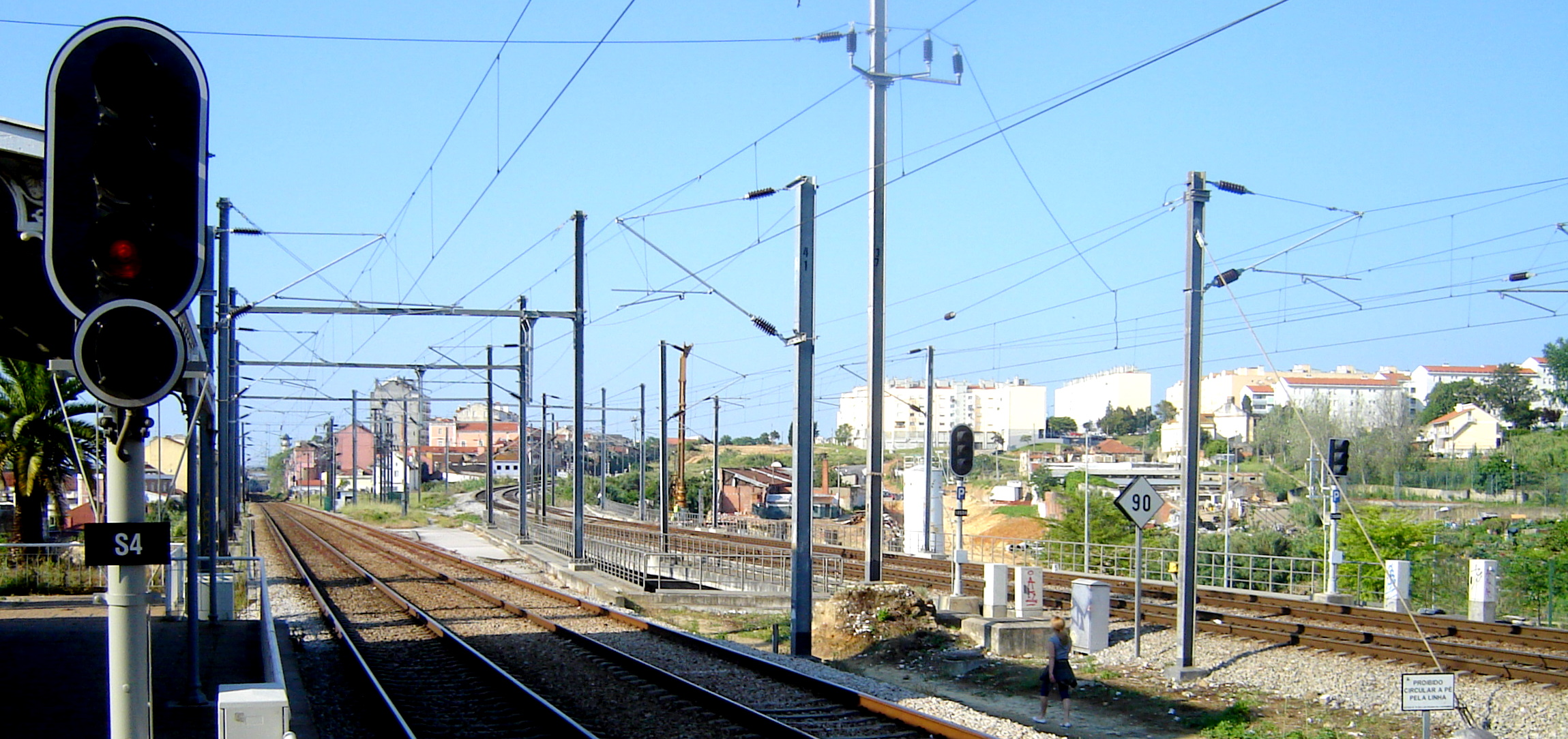
Bifurcação das linhas.

### Século XX
Em 16 de Agosto de 1902, a Gazeta dos Caminhos de Ferro reportou que já tinha entrado em funcionamento um sistema de sinalização baseado nos discos eléctricos Barbosa em várias estações nacionais, incluindo a de Braço de Prata.
Em 30 de Janeiro de 1908, José Relvas tomou o comboio na estação de Braço de Prata quando estava a ser perseguido pela polícia, tendo seguido escondido a bordo até Santarém de onde fugiu para Alpiarça.
Em 1 de Novembro de 1916, a Gazeta dos Caminhos de Ferro noticiou que a estação já tinha sido equipada com um sistema de iluminação eléctrica. Em 1 de Julho de 1926, a Gazeta referiu que já tinha sido aberto o concurso para a electrificação entre as estações de Braço de Prata e do Rossio; esta obra, cuja duração se previa em quatro ou cinco anos, visava reduzir o incómodo proveniente da passagem de locomotivas a vapor pelo Túnel do Rossio. No mesmo número, também informou que a Companhia dos Caminhos de Ferro Portugueses tinha deixado de fazer a recepção de remessas de peixe em grande velocidade em Santa Apolónia, de forma a descongestionar aquela estação, tendo esse serviço passado a ser feito em Alcântara-Terra. Como os apeadeiros ao longo da Linha de Cintura não aceitavam expedições ordinárias, o peixe para ser expedido a partir dessa zona devia passar a ser apresentado em Braço de Prata. A estação deveria continuar o seu serviço normal de recepção de remessas de peixe em grande velocidade, mas que podiam ser expedidos apenas para as estações e apeadeiros no lanço entre Olivais e Entroncamento.
Em 16 de Novembro de 1927, a Gazeta noticiou que um novo sistema de sinalização, que tinha sido recentemente instalado na gare de Braço de Prata, iria ser aplicado pela C. P. noutras estações de grande movimento.
Em 1939, a C. P. fez grandes obras de reparação no caminho de acesso à gare de Braço de Prata.
Por ocasião do Exposição do Mundo Português, em 1940, a C.P. criou vários comboios especiais desde Sacavém até Belém, que também serviam a estação de Braço de Prata. Em 16 de Setembro daquele ano, a Gazeta relatou que a C. P. estava a preparar a criação de corpos de bombeiros em várias estações, incluindo a de Braço de Prata.
Na década de 1950, a C.P. iniciou um programa de modernização da Linha do Norte e das redes suburbanas de Lisboa e do Porto, que englobava a electrificação e duplicação de via, e a instalação de novos equipamentos de sinalização. Em 1 de Maio de 1952, a Gazeta informou que estava a ser estudada a electrificação da Linha do Norte entre Santa Apolónia e o Entroncamento. Este lanço fazia parte da primeira fase do programa de modernização, em conjunto com a totalidade da Linha de Cintura e a concordância de Xabregas. Em 1 de Fevereiro de 1955, a Gazeta dos Caminhos de Ferro relatou que já se tinham iniciado as obras de duplicação entre as estações de Braço de Prata e Santa Apolónia.
Em 1955, Braço de Prata e Vila Nova de Gaia eram as estações com maior número de ramais particulares na rede portuguesa, contando cada uma com oito ramais. Um diploma do Ministério das Comunicações, emitido em 28 de Dezembro desse ano e publicado no Diário do Governo n.º 3, II Série, de 4 de Janeiro de 1956, aprovou o projecto da C.P. para a ampliação e modificação da gare de Braço de Prata, o que incluiu a expropriação de duas parcelas de terreno no lado esquerdo da Linha do Norte, entre os PK 4+075 e PK 4+374.

Em 28 de Outubro de 1956, foi inaugurada a tracção eléctrica no lanço entre Santa Apolónia e o Carregado. Para a cerimónia, foi organizado um comboio especial neste troço, e um desfile de material circulante.

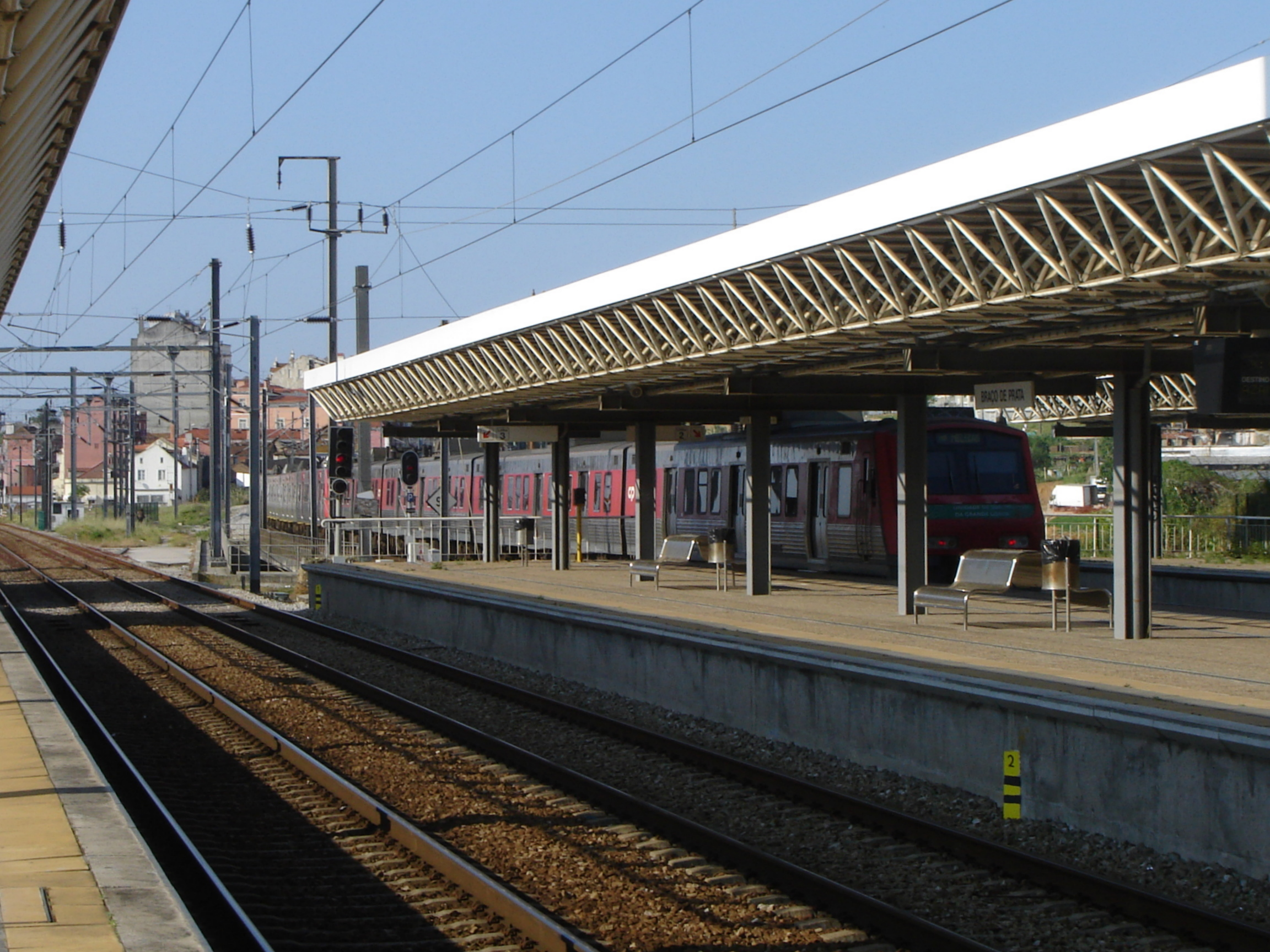
Vista para as plataformas.

## Ver também

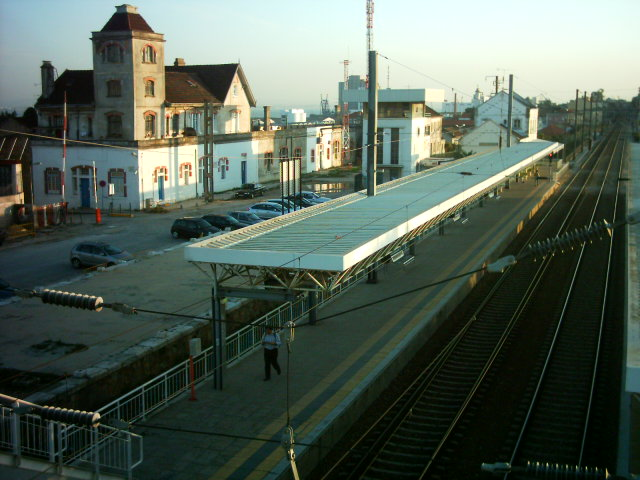
Plataforma nascente e alguns dos edifícios anexos à estação, em 2008.